# Fiat 668F
Le FIAT 668F est un modèle de trolleybus fabriqué par le constructeur italien Fiat Bus entre 1950 et 1960.
Ce modèle succède au Fiat 656F de 1939 et repose sur un châssis Fiat 666 de 10 mètres à 2 essieux avec moteur électrique Ansaldo. Le nombre de places est de 20 assises et un global de 86. Le rayon de giration est réduit à 9 mètres.
Les premiers exemplaires furent livrés aux sociétés des transports publics de Gênes avec 182 exemplaires et Rome qui en comptera 118 alors que Milan ne comptera que la version Fiat 672 à 3 essieux. Tous les véhicules construits sont restés en service durant plus de 40 ans. Beaucoup ont ensuite été revendus dans différents pays dont la Grèce et l'ex Yougoslavie.